# Gyűrűscsápú galagonyacincér
A gyűrűscsápú galagonyacincér (Grammoptera ruficornis) a cincérfélék családjába tartozó, Európában honos, lombos fákon, bokrokon élő bogárfaj. 

## Megjelenése
A gyűrűscsápú galagonyacincér testhossza 3-7 mm. Az előtor oldala íves, az alsó pereménél kiszélesedő; szárnyfedőinek oldalvonalai kb. háromnegyedükig nagyjából párhuzamosak.  Színe fekete, felszínét lesimuló, aranysárga szőrök fedik. A csápok töve, valamint a csápízek töve vörösbarna, középső és hátulsó lába fekete, de a combok töve és a középső lábszár (a töve kivételével), valamint az elülső láb (a fekete lábfejek és a combok felső oldala kivételével) élénk vörösbarna színűek. A csáp második íze hosszú, sokkal hosszabb, a szélességénél.

## Elterjedése és életmódja
Európában honos, a Pireneusoktól Kelet-Ukrajnáig és a Kaukázusig. Magyarország hegy- és dombvidékein elterjedt, gyakori faj.  
Lárvája különféle lombos fák és bokrok (tölgy, gyertyán, galagonya, akác, stb, de borostyán, benge, seprőzanót és kecskerágó is) korhadó, gombafonalakkal átszőtt ágaiban él, ahol a kéreg és a fa között, a háncs alatt rágja járatait. Életciklusa egy évig tart. Az imágó áprilistól júniusig rajzik. Nappal aktív és többnyire virágzó tölgyön, galagonyán, kökényen található meg, olykor tömegesen. 

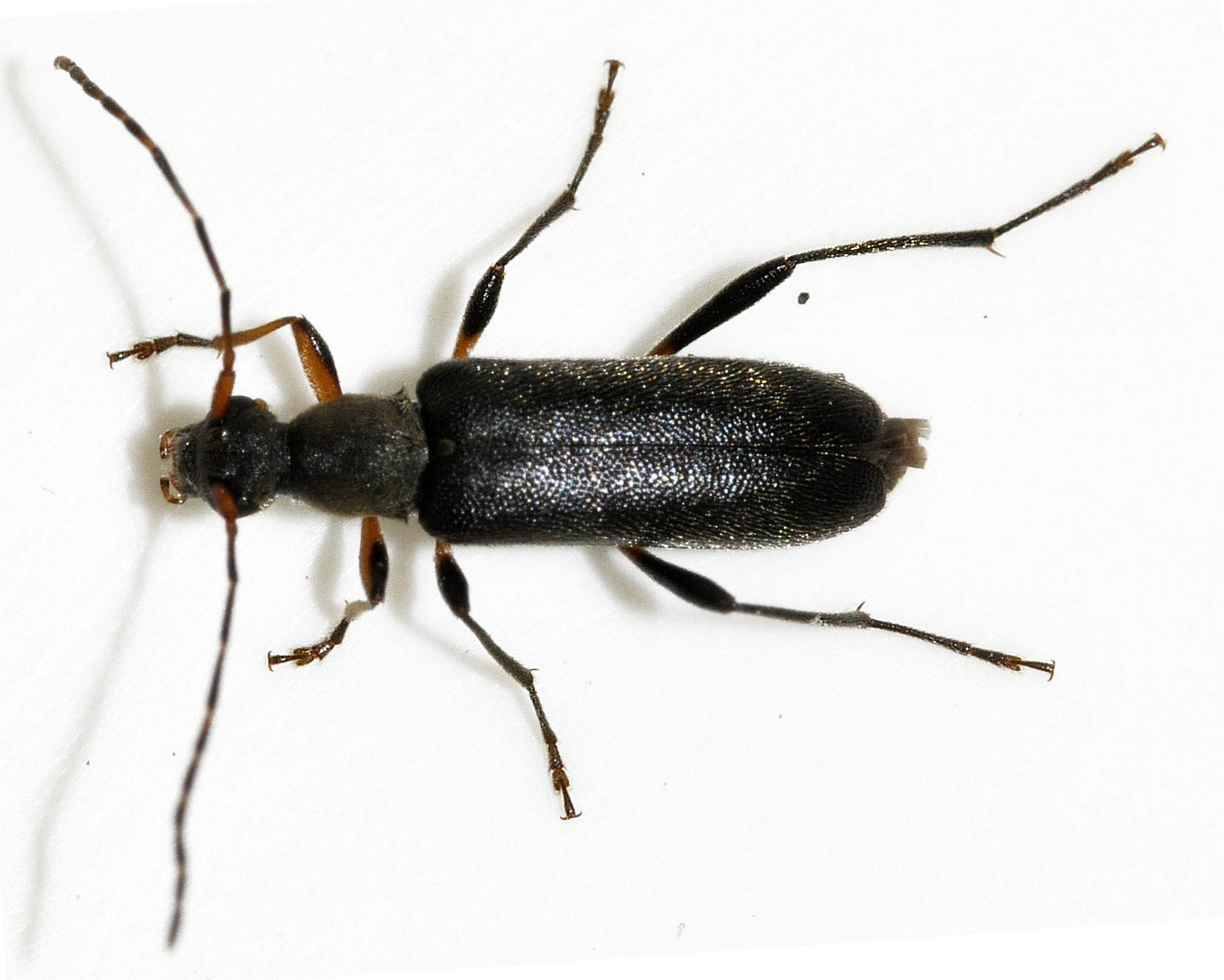
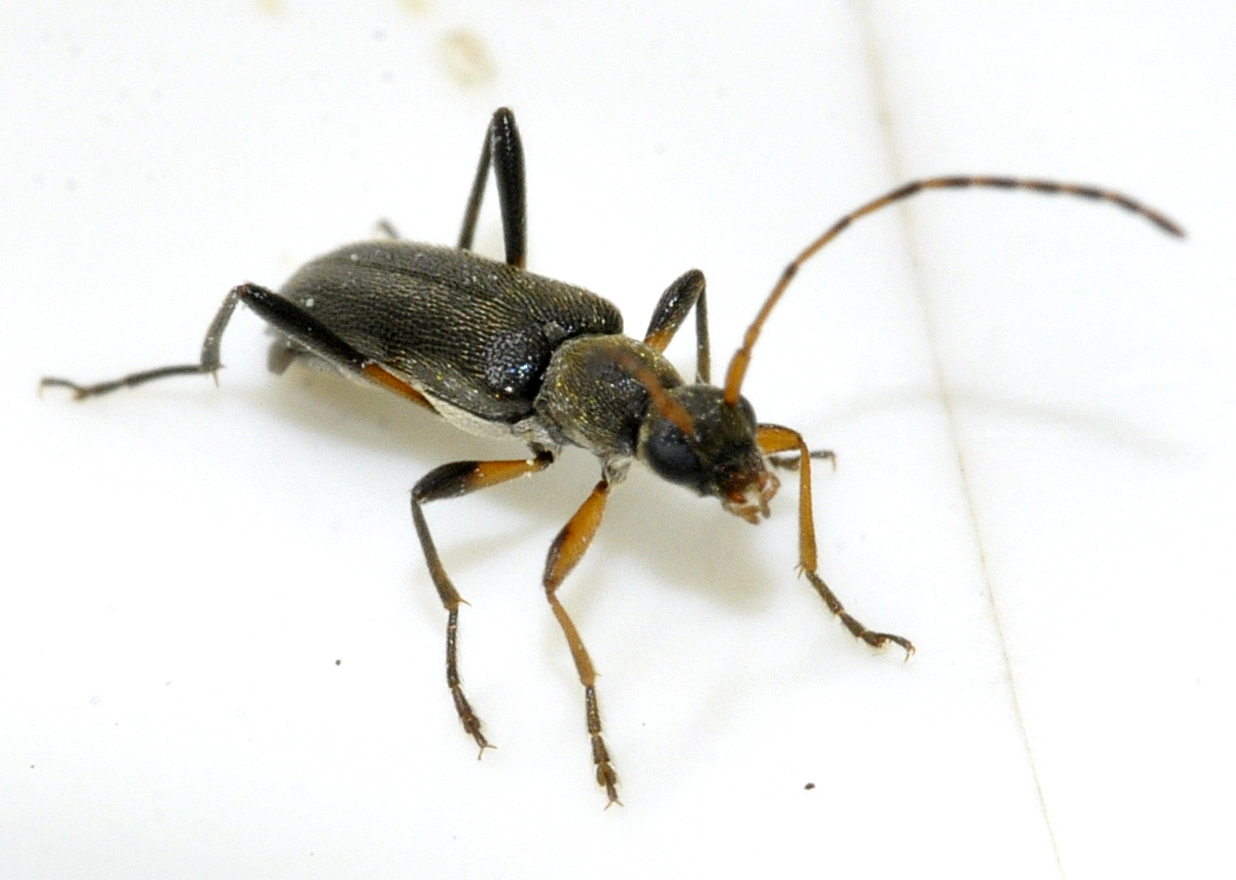
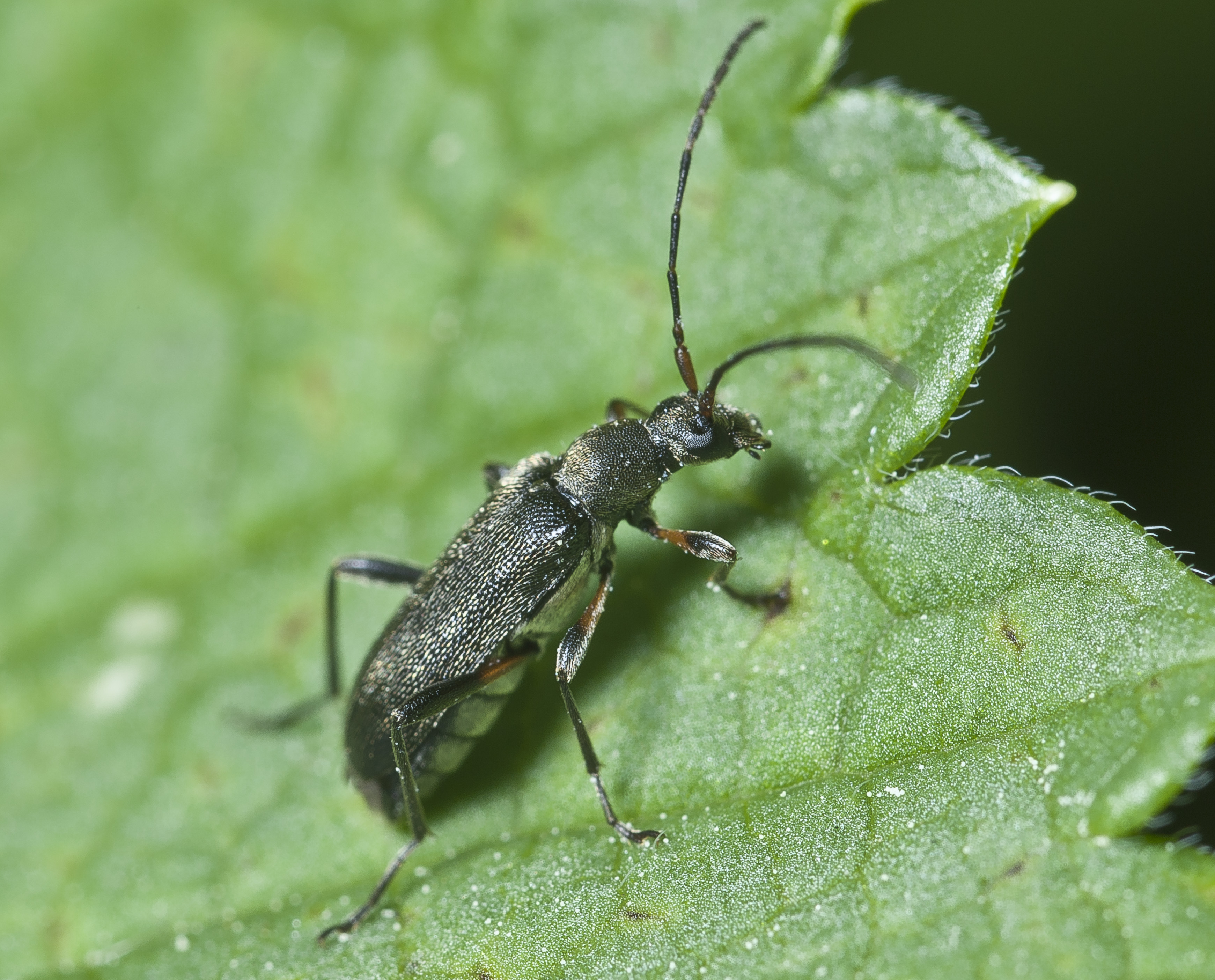
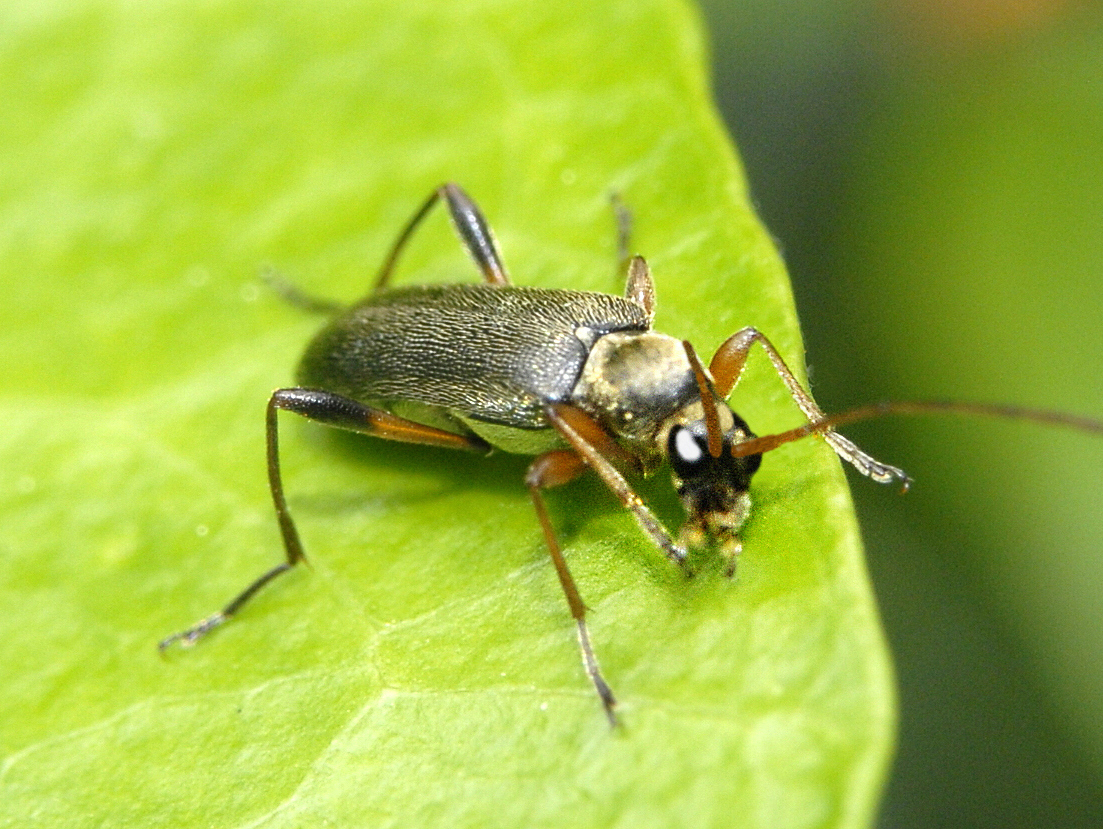
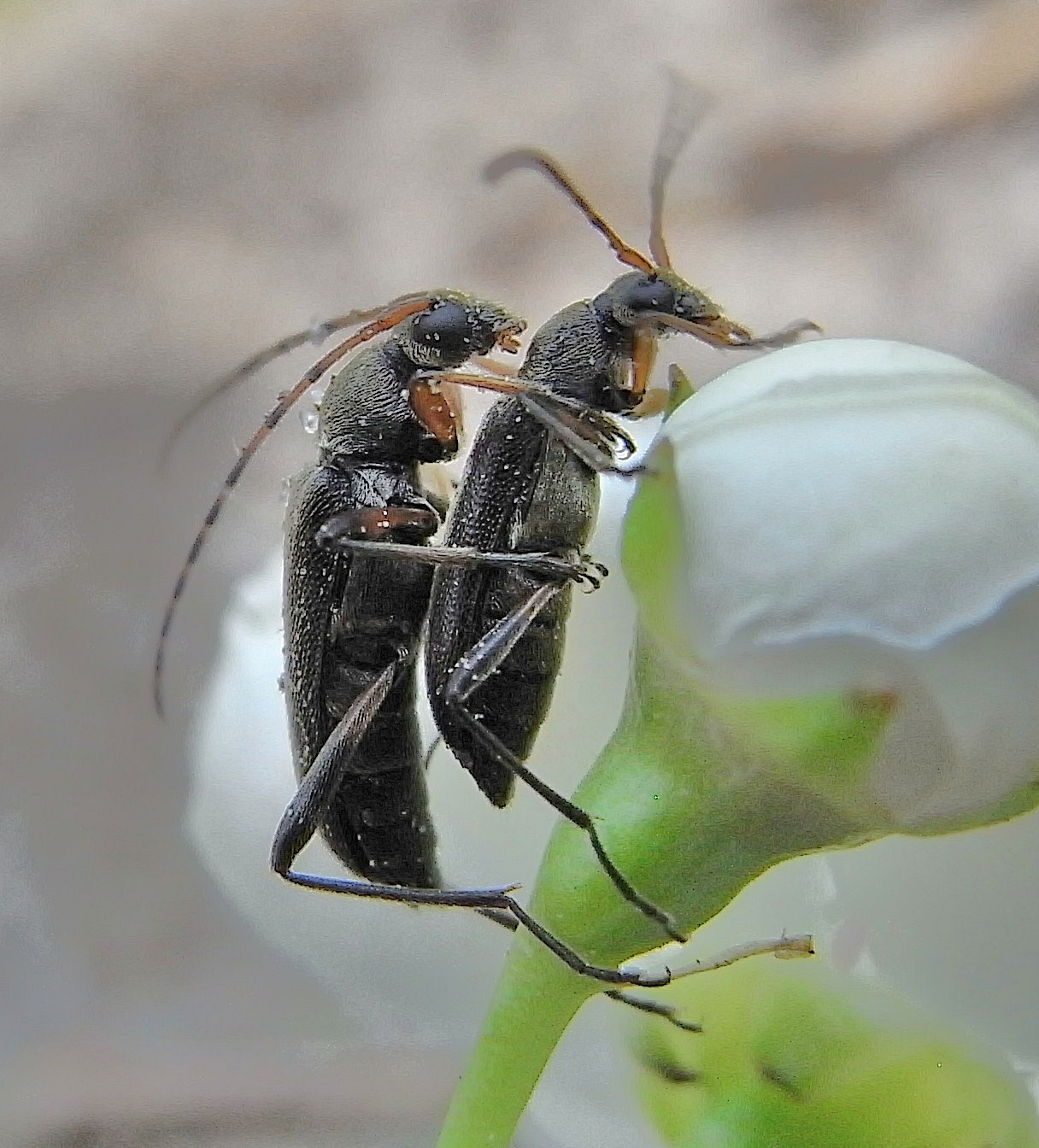

Magyarországon nem védett.